# Karl Õigus
Karl Rudolf Õigus (Tartu, 5 novembre 1998) è un ex calciatore estone, di ruolo attaccante.

## Carriera

### Club
Nel 2018 esordisce nella prima divisione estone con la maglia del Levadia Tallinn, con cui nella stagione 2020-2021 esordisce inoltre anche nelle competizioni UEFA per club, mettendo a segno una rete nella sua unica presenza stagionale nei turni preliminari di Europa League.

### Nazionale
Il 24 marzo 2021 ha esordito con la nazionale estone giocando l'incontro perso 2-6 contro la Rep. Ceca, valido per le qualificazioni al campionato mondiale di calcio 2022.

## Statistiche

### Cronologia presenze e reti in nazionale
| Cronologia completa delle presenze e delle reti in nazionale ― Estonia | Cronologia completa delle presenze e delle reti in nazionale ― Estonia | Cronologia completa delle presenze e delle reti in nazionale ― Estonia | Cronologia completa delle presenze e delle reti in nazionale ― Estonia | Cronologia completa delle presenze e delle reti in nazionale ― Estonia | Cronologia completa delle presenze e delle reti in nazionale ― Estonia | Cronologia completa delle presenze e delle reti in nazionale ― Estonia | Cronologia completa delle presenze e delle reti in nazionale ― Estonia |
| Data                                                                   | Città                                                                  | In casa                                                                | Risultato                                                              | Ospiti                                                                 | Competizione                                                           | Reti                                                                   | Note                                                                   |
| ---------------------------------------------------------------------- | ---------------------------------------------------------------------- | ---------------------------------------------------------------------- | ---------------------------------------------------------------------- | ---------------------------------------------------------------------- | ---------------------------------------------------------------------- | ---------------------------------------------------------------------- | ---------------------------------------------------------------------- |
| 24-3-2021                                                              | Lublino                                                                | Estonia                                                                | 2 – 6                                                                  | Rep. Ceca                                                              | Qual. Mondiali 2022                                                    | -                                                                      |                                                                        |
| 27-3-2021                                                              | Minsk                                                                  | Bielorussia                                                            | 4 – 2                                                                  | Estonia                                                                | Qual. Mondiali 2022                                                    | -                                                                      | 62’ 63’, 77’                                                           |
| 31-3-2021                                                              | Solna                                                                  | Svezia                                                                 | 1 – 0                                                                  | Estonia                                                                | Amichevole                                                             | -                                                                      | 88’                                                                    |
| Totale                                                                 |                                                                        | Presenze                                                               | 3                                                                      |                                                                        | Reti                                                                   | 0                                                                      |                                                                        |

## Palmarès

### Club

#### Competizioni nazionali
- Supercoppa d'Estonia: 1

Levadia Tallinn: 2018
- Coppa d'Estonia: 1

Levadia Tallinn: 2020-2021
- Campionato estone: 1

Levadia Tallinn: 2021